# Vincens Henningsson
Vincens Henningsson (latin: Vincentius) var en nederländsk-svensk katolsk präst och biskop av Skara stift 1505–1520.
Han avrättades i Stockholms blodbad år 1520. Vid sin avrättning skall han ha hållit ett ljungande tal för att bedyra sin och de medanklagades oskuld.

## Biografi
Vincens Henningsson föddes i Nederländerna, varifrån han emigrerade till Sverige.

## Eftermäle
Didrik Slagheck, som blev Henningsons efterträdare i biskopsämbetet efter avrättningen, var illa omtyckt i Sverige och gjorde sig även ovän med de övriga styresmännen.
På hösten 1521 återvände han till Danmark för att av Kristian II utnämnas till ärkebiskop i Lund. Den tjänsten var inte långvarig, för påven Leo X hade upprörts över att två biskopar, däribland Vincens Henningsson, hade halshuggits i Stockholm. Kungen gav hela skulden till Didrik Slagheck och såg till att han dömdes till döden.